# If I Could Only Remember My Name
If I Could Only Remember My Name je první sólové studiové album amerického zpěváka a kytaristy Davida Crosbyho, vydané v únoru 1971 u vydavatelství Atlantic Records. Jde zároveň o jeho poslední sólové studiové album až do roku 1989, kdy vyšlo Oh Yes I Can. Nahráno bylo v letech 1970 až 1971 v losangeleském studiu Wally Heider Studios.

## Seznam skladeb
| Pořadí | Název                                    | Autor                                                   | Délka |
| ------ | ---------------------------------------- | ------------------------------------------------------- | ----- |
| 1.     | Music Is Love                            | David Crosby, Graham Nash, Neil Young                   | 3:16  |
| 2.     | Cowboy Movie                             | Crosby                                                  | 8:02  |
| 3.     | Tamalpais High (At About 3)              | Crosby                                                  | 3:29  |
| 4.     | Laughing                                 | Crosby                                                  | 5:20  |
| 5.     | What Are Their Names                     | Crosby, Jerry Garcia, Phil Lesh, Michael Shrieve, Young | 4:09  |
| 6.     | Traction in the Rain                     | Crosby                                                  | 3:40  |
| 7.     | Song with No Words (Tree with No Leaves) | Crosby                                                  | 5:53  |
| 8.     | Orleans                                  | tradicionál                                             | 1:56  |
| 9.     | I'd Swear There Was Somebody Here        | Crosby                                                  | 1:19  |

## Obsazení
- David Crosby – zpěv, kytara
- Laura Allan – autoharfa, zpěv
- Jack Casady – baskytara
- David Freiberg – zpěv
- Jerry Garcia – kytara, pedálová steel kytara, zpěv
- Mickey Hart – bicí
- Paul Kantner – zpěv
- Jorma Kaukonen – kytara
- Bill Kreutzmann – bicí, tamburína
- Phil Lesh – baskytara, zpěv
- Joni Mitchell – zpěv
- Graham Nash – kytara, zpěv
- Gregg Rolie – klavír
- Michael Shrieve – bicí
- Grace Slick – zpěv
- Neil Young – kytara, baskytara, vibrafon, konga, zpěv